# Sümeg
Sümeg (németül: Schimeck, horvátul: Šimeg) város Veszprém vármegyében, a Sümegi járás központja (az 1950-es megyerendezés előtt Zala vármegye része volt). Számos történelmi emlék és műemlék található itt; legismertebbek a sümegi vár, a püspöki palota, Kisfaludy Sándor szülőháza és a határában feltárt őskori kovakőbánya.
Sümeg környéke már a bronzkor óta lakott terület. A 19. század végén egy, a Római Birodalom idejéből származó római katonai tábor és több akkori ház maradványait találták meg itt, ezek leletei jelenleg a városi múzeumban találhatók. A város jelképének számító vár a 13. században, a tatárjárást követően épült meg a település fölé magasló, 270 méter magas mészkőhegy tetejére. A városi jogot 1643-ban kapta meg, ezzel együtt pedig a gazdasági teljesítménye is megnőtt; iparosok és nemesek települtek ide szerte az országból. Városfalat építettek, valamint kolostort és ferences rendi templomot.
1700-ban egy tűzvész szinte az egész várost elpusztította. Állítólag csak a ferences kolostor és négy téglaház maradt fenn. A későbbi újjáépítéshez elengedhetetlen volt, hogy a továbbiakban csak kőházak épüljenek a város falain belül, az újabb hasonló katasztrófák elkerülése érdekében.
A Rákóczi-szabadságharc idején a vár ismét katonai szerepet töltött be: 1703-tól felkelők birtokolták, a császári Habsburg csapatok csak 1709-ben hódították meg. Ezt követően 1713-ban, majd 1726-ban is felgyújtották, végül a romokat magukra hagyták.
A veszprémi püspökséget még 1552-ben helyezték át Sümegre a törökök által elfoglalt Veszprémből, 200 évvel később pedig Padányi Biró Márton püspök megépíttette az itteni püspöki palotát, ahova meghívta Franz Anton Maulbertschet, a kor egyik legnevesebb templomi festőjét. Maulbertsch itt készült freskói ma is megcsodálhatók a város templomaiban. A város ezen időszakban végbement fejlődéséről az egykori városfalak mentén húzódó barokk házak tanúskodnak.
A 19. században Sümeg a borkereskedelem fontos gócpontjaként szerzett magának hírnevet, Magyarországon túl is, nem kis részben Ramassetter Vince vállalkozónak köszönhetően, aki borászatot és Európa-szerte kiterjedt kereskedést folytató céget alapított itt. A település egy időben elvesztette városi rangját, de 1984-ben visszanyerte azt.

## Fekvése
A Bakony délnyugati részén helyezkedik el, a Tapolcai-medencét a Kisalfölddel összekötő völgyben helyezkedik el.
Áthalad rajta a 47. szélességi kör.
Különálló településrészei: Ilonamajor az északi, Sarvaly a délnyugati, Jánosmajor a nyugati, illetve Nyírlakpuszta, az északnyugati határszéle közelében.
A közvetlenül határos települések: észak felől Csabrendek, kelet felől Nyirád, délkelet felől Tapolca és Lesenceistvánd, dél felől Uzsa, Várvölgy és Sümegprága, délnyugat felől Bazsi, nyugat felől Sümegcsehi és Mihályfa, északnyugat felől pedig Kisvásárhely és Zalagyömörő. Délen pontszerűen határos még Zalaszántóval is.

### Megközelítése
Közigazgatási területén, sőt a lakott területén is áthalad a 84-es főút, amely a Balaton és Sopron térségét kapcsolja össze, így mindkét irányból ez a legfontosabb közúti megközelítési útvonala. A főút korábban a belvárosát is átszelte, egy ideje már kissé elkerüli azt keleti irányból, azóta a régi nyomvonal két részlete más, alsóbbrendű (négy számjegyű) mellékutak egy-egy szakaszát képezi, belvárosi része pedig önkormányzati útnak minősül.
Több más irányból is megközelíthető közúton: Győr, Devecser (és így Veszprém) irányából a 7324-es, Keszthelyről a 7327-es, Zalaegerszegről a 7328-as, Kisgörbő és Sümegcsehi felől pedig a 7333-as úton. Tapolcával a 7319-es, Nyiráddal az abból kiágazó 7321-es út, Sümegprágával pedig a 73 159-es számú mellékút köti össze.
Különálló településrészei közül Ilonamajor a 7324-es, Jánosmajor a 7327-es út mellett fekszik; Sarvaly a sümegprágai országútról, Nyírlakpuszta pedig a 84-es főút felől közelíthető meg egy-egy számozatlan bekötőúton.
A hazai vasútvonalak közül a Balatonszentgyörgy–Tapolca–Ukk-vasútvonal érinti, melynek Ukk–Sümeg közti szakaszát 1888–89-ben, a Sümeg–Tapolca közötti vonalszakaszt 1891-ben építették meg. A vonalnak három megállási pontja is létesült a határai között: Tapolca vasútállomás felől sorrendben Sümegi Bazaltbánya megállóhely, a lakott területtől délre, a sümegprágai országút közelében, majd Sümeg vasútállomás a belváros északnyugati szélén, végül Nyírlak megállóhely a város északi határában (utóbbi megálló már megszűnt).

## Története

### Őskor és középkor
A város közelében bronzkori leleteket tártak fel, kőbaltákat és urnákat találtak. A várostól délre, a Mogyorós-dombon őskori kovakőbányát fedeztek fel, ami ma védett terület és múzeum. A római korban is lakott terület volt, amit a feltárt katonai táborhely és lakóépületek bizonyítanak. A város területén háromhajós őskeresztény bazilika alapfalait tárták fel.
A várat a tatárjárás után IV. Béla kezdte el építtetni, majd a veszprémi püspökök fejeztették be.

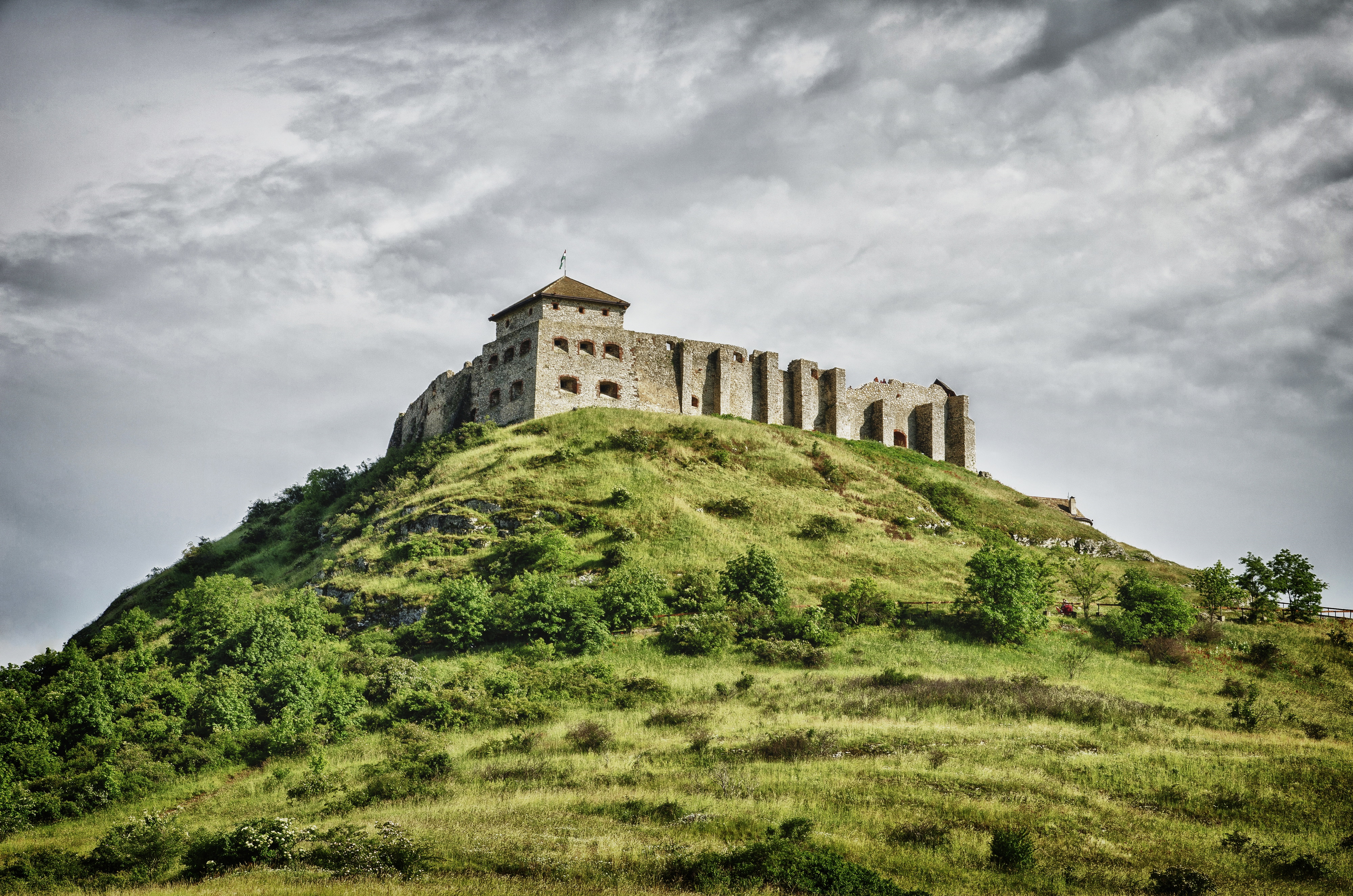
A sümegi vár és várdomb

Sümeget első alkalommal 1292-ben említi oklevél, 1318-ban pedig már a várról is említést tesznek. Jelentősége a mohácsi csata után nőtt meg, Fehérvár és Veszprém török kézre kerülésével Sümeg vára a Dunántúl egyik legfontosabb központjává vált. A településen élt sümeghi Rédey András, aki sümegi várvédő volt a 16. században; tőle származik a nemesi sarjú sümeghi Rédey család.
A sümegi várnak fontos szerepe volt a török megszállás alatt, mert a környék várai közül egyedül maradt magyar kézen. Veszprém török uralomra jutásával 1553-ban a püspökség ide költözött, és itt is maradt 1762-ig. 1605-től 50 évig itt őrizték Szent László hermáját. A várfalakat 1656–1658 között Széchényi György veszprémi püspök 1100 méter hosszú, bástyákkal megerősített kőfallal vetette körül, ennek egy része ma is látható. E falakon belül, a 18. század folyamán épült ki az ún. nemesi belváros. Keleti határát a Várhegy meredek oldala zárja. Központjában az 1649 után épített. 1700-ban a város nagy részét tűzvész pusztította el. A Rákóczi-szabadságharcban a vár és a város jelentős szerepet játszott, a kuruc katonaság központja volt, ezért az osztrákok 1713-ban felgyújtották, és nagy részét lerombolták, a többi kurucvárral együtt.

### A barokk korszak
Erről a településről származott a Zala vármegyei lovászi és szentmargithai Sümeghy család, amelynek első ismert őse, nemes Sümeghy Mihály, zalai főjegyző, aki 1717. július 16-án címeres levelet kapott III. Károly magyar királytól; Sümeghy Mihály főjegyző nem Sümegen hanem Bagodban lakott, azonban minden valószínűséggel a nemesi sümeghi Rédey családnak a sarja lehetett.
1724–1733 között jelentősen kibővített, Sarlós Boldogasszonynak szentelt, ferences kegytemplom (ahol több mint 60 csodálatos gyógyulás történt) és kolostor, valamint az 1748–1753 között Padányi Biró Márton veszprémi püspöki palota épületei állnak. A város utcái a Várhegy meredek oldalait fogják körül. A belvárostól keletre, a 16. század folyamán alakult ki az akkori jobbágyság városrésze, a Tokaj. Északi határában, a várba felvezető út lábánál áll a 18. században épített váristálló. A belvárostól nyugatra, a középkori alapokon fejlődő ún. Tizenhárom Város városrészben áll a plébániatemplom.

### A reformkor

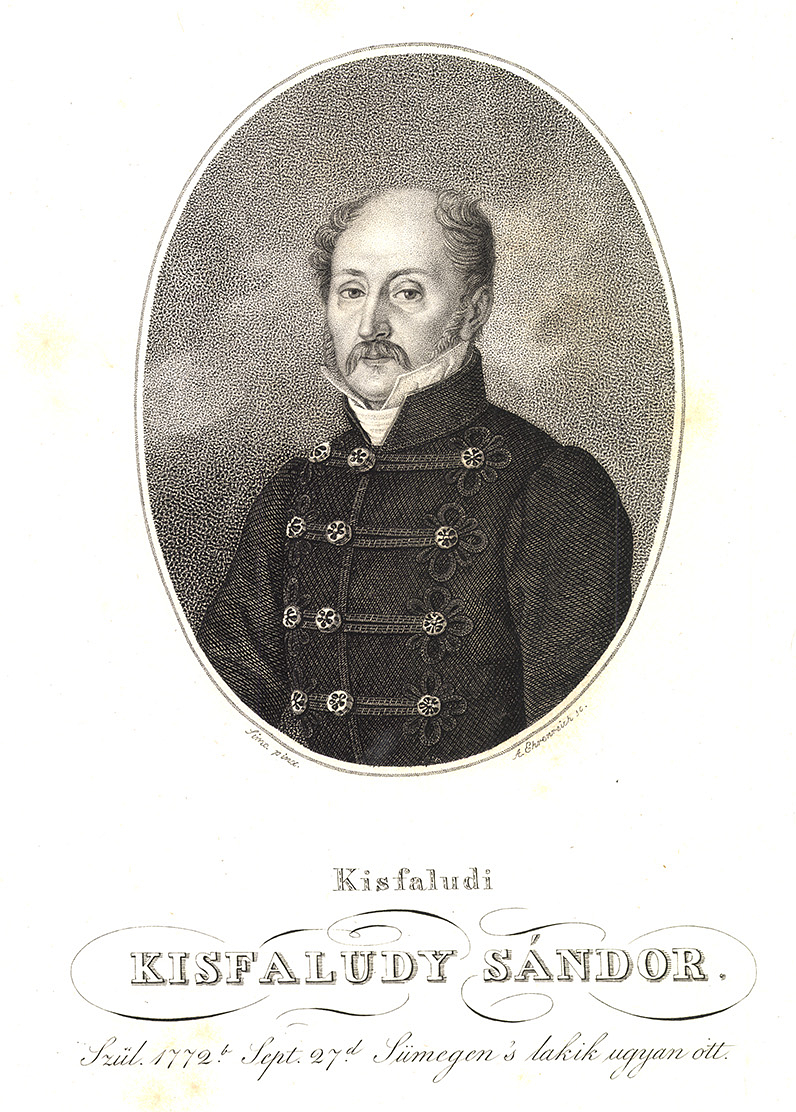
Kisfaludi Kisfaludy Sándor (1772–1844) magyar költő, császári katonatiszt. A Magyar Tudományos Akadémia tiszteleti és a Kisfaludy Társaság rendes tagja

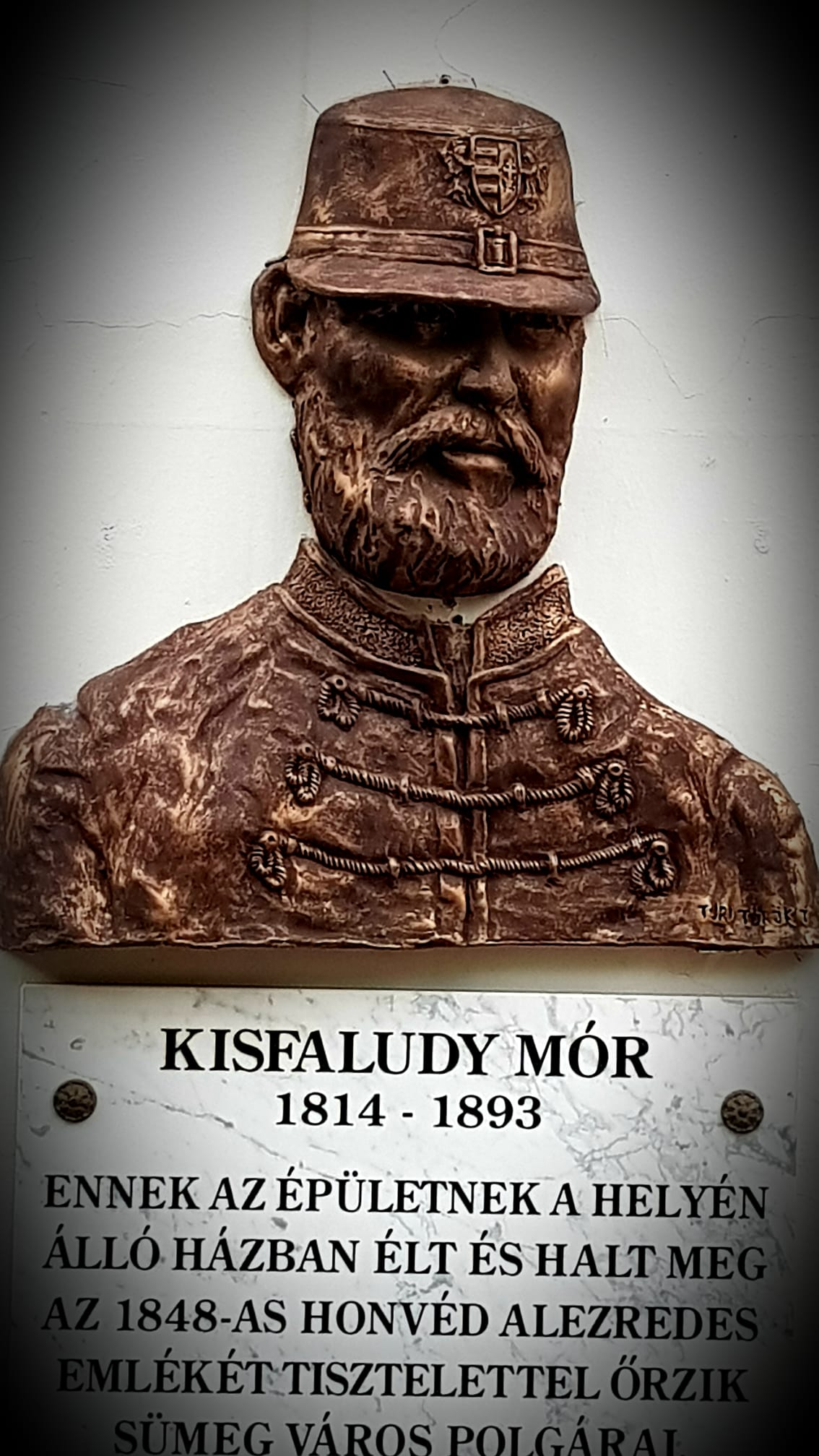
Kisfaludy Mór (1814–1893) 1848-as honvédhuszár alezredes.

Barkóczi Rosty Lajos (1769–1839) kapitány, Sümegen lakott nejével, Khelbl Anna (1776-1823) asszonnyal; a franciaországi Champagne vidékén a pezsgő készítését tanulmányozta, majd az 1800-as évek legelején ez irányú kísérleteit már Sümegen folytatta. Ezek a legkorábbi ismert pezsgőgyártási kísérletek Magyarországon. Neves reformkori személyiségek laktak Sümegen, például kisfaludi Kisfaludy Sándor (1772–1844) költő. Oszterhueber Ferenc (1751–1835), Zala vármegye alispánja, földbirtokos, jelentős szerepet játszott a reformkori városban; jó barátja volt Kisfaludy Sándor (1772–1844) költőnek, aki neki unokaöccse volt. Oszterhueber Ferenc hozta össze a költőt 1792-ben későbbi nejével Szegedy Rózával, akivel saját első felesége révén, Rosty Katalin révén szintén rokonságban volt. Oszterhueber Ferenc és Rosty Katalin egyetlenegy leánya Oszterhueber Mária (1798–1865), akinek a férje a milánói származású Scotti Bertalan (1782–1841), cs. és kir. dzsidás őrnagy, akivel jómódban lakott Sümegen. Egy másik neves reformkori személyiség Sümegen muzsáji Dóczy Terézia (1778–1842) költőnő volt.
Kisfaludy Sándor közeli barátaival a sümegi úri kaszinót alapította meg 1841-ben. Mellette a sümegi úri kaszinó létrehozásában szintén részt vett Eitner József (1785-1845), cserzővarga, Sümeg város bírája, Rosty Vince (1803–1857), táblabíró, ügyvéd, uradalmi tiszttartó Sümegen, rábabogyoszlói Vajda Ignác (1772-1854), földbirtokos, Oszterhueber Imre, valamint hertelendi és vindornyalaki Hertelendy György (1803–1867) is.
1868-tól Sümegen működött az nagy presztízzsel rendelkező Sümegi reáliskola (teljes néven: Sümegi M. Kir. Állami Kisfaludy Sándor Reáliskola és Gimnázium), amely 1946-tól Sümegi M. Állami Kisfaludy Sándor Gimnáziumnak nevezték, és 1952-től az Állami Korvin Ottó Általános Gimnázium név alatt működött. Jeles tanárai között például szerepelnek Tafferner Béla, Nógrádi Jenő, Kellemen Károly, Martos Ignác Zsigmond és sokan mások.

### A 20. század
A településhez közigazgatásilag tartozó nyirlak-pusztán, a helyi földesúr, a tekintélyes és jómódú nemesi származású Oszterhueber családnak a tagja, dr. nyirlaki Tarányi Ferenc (1878–1945) volt; atyja, idősebb Tarányi-Oszterhueber Ferenc 1868-ban királyi engedéllyel felvette a nagyanyjának, Oszterhueber Györgyné Tarányi Annának a leánykori vezetéknevét. Ifjabb dr. Tarányi Ferenc (1878–1945) 1922. december 19-től 1926. augusztus 14-ig Zala vármegye főispánja volt; emellett, felsőházi tag, Zala vármegye törvényhatósági bizottsági tag, elnöke a Zalavármegyei Gazdasági Egyesületnek és Nemesi Választmányának, tagja az Országos Magyar Gazdasági Egyesület igazgató-választmányának, alelnöke a Magyar Szőlősgazdák Országos Egyesületének, tagja a Gazdák Biztosító Szövetkezete felügyelőbizottságának is volt.
1905. május 28-án Sümegen leplezték le Kisfaludy Sándor nejének, Szegedy Rózának síremlékét, amely ünnepélyes keretben folyt le. Az ünnepélyen a Kisfaludy társaság is képviseltete magát és Ferenczy Zoltánt és Dalmady Győzőt bízta meg képviseletével. Zalavármegyét nagyobb küldöttség képviselte Hertelendy Ferenc zalai főispán vezetése alatt. 1907-ben a település elveszítette városi rangját és csak 1984-ben nyerte vissza. Ma jelentős szerepet játszik a Balaton-felvidék idegenforgalmában.
1895. október 1-je és 1904. június 27-e között a sümegi járás főszolgabírói hivatalt puszta-ocsai és czifferi Füzik Gyula (1850–1904) töltötte be; hirtelen halálakor úgy emlékeztek rá, hogy „Nem az az ember volt, a ki nagy hangon hirdeti tetteit, szerényen és igazi eréllyel szolgálta megyéjét, minden idejét a közügynek szentelvén. Mind a hivatalos teendők terén, mind a társadalomban a feltétlen uri modor jellemezte, a mely modor azután mindenkit becsüléssel és szeretettel csatolt az elhunyt főszolgabiró személyéhez.” Halála után a következő sümegi főszolgabíró Sólyomy Tivadar (1858–1916) lett. Az újonnan megválasztott főszolgabíró a járást vezette 1904. szeptember 12-étől 1911. február 1-jéig. Megbetegedése után, az akkoriban ott szolgáló sümegi szolgabírót, dr. boldogfai Farkas Istvánt (1875–1921) 1911. február 13-án a járás főszolgabíróvá választották.
Dr. boldogfai Farkas István (1875–1921), sümegi szolgabíró, helyettes főszolgabíró a város korszerűsítés érdekében, az ő kezdeményezésére kezdték tervezni 1911. elején a sümegi villanyvilágítást, illetve, az ottani telefonhálózat kezdték tervezni, amelyet teljes mértékben véglegesítettek majd a főszolgabírósága alatt. 1911-ben súlyos vérhasjárvány robbant ki a településen, a nyáron 700 halott, két napi temetés történt meg az akkori újságok szerint. Boldogfai Farkas István, az akkor sümegi főszolgabíró, dr. Lukonich Gábor járásorvossal, és dr. miskei és monostori Thassy Gábor vármegyei főorvossal gondoskodott a helyzetről. A vészhelyzet annyira rendbe jött, hogy alig fél évvel később, 1912. február 1-jén Farkas István főszolgabíró szervezte a nagyon várt Csány-szobor bált, amelyen pénzt gyűjtöttek a Csány László 1848-as szabadságharcos mártír zalaegerszegi szobra készítésére. 1912-ben a kisebb gazdák helyzete javítására Farkas István főszolgabíró a „Sümegi Gazdakör” fejlesztéséért erősen dolgozott, valamint ahhoz, hogy a tagjait gyarapítsa. 1916 szeptemberében a sümegi járáson a fuvardíjakat megállapította; ez a szabályozás, az első volt a vármegyében és nagy mértékben hozzájárult az alapanyagok és egyéb termékek könnyebb szállításához. Az első világháború alatt kialakult élelmiszerhiány, nagy krízist okozott, amelyben visszaéltek a kereskedők Sümegen. 1917 decemberében Farkas István „erélyes fellépése vetett gátat a már-már elviselhetetlen gaz uzsorának és árdrágításnak”.

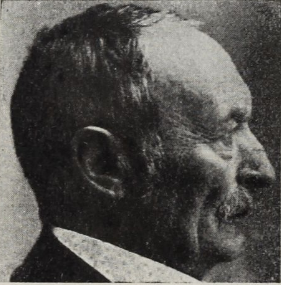
Szentmártoni Darnay Kálmán (1864–1945) régész, muzeológus, író, királyi tanácsos, magyar királyi tanácsos és magyar kormányfőtanácsos
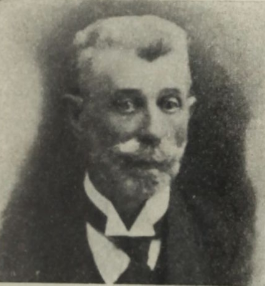
Dr. Lukonich Gábor (1853–1922) Zala vármegyei orvos, a sümegi járás tiszti orvosa, a sümegi Kisfaludy-Kaszinónak az ének- és zeneegyesületnek az elnöke.
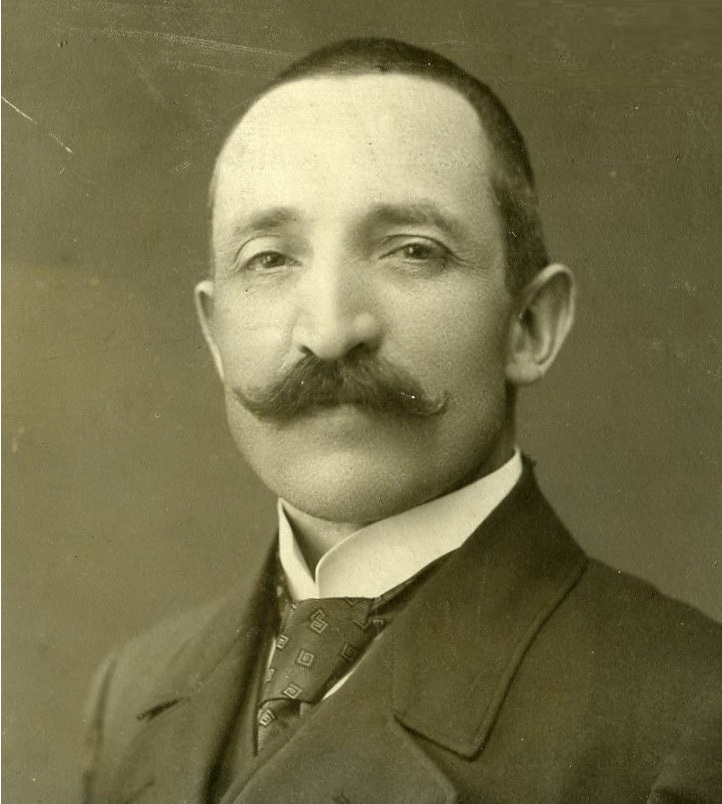
Dr. boldogfai Farkas István (1875–1921), jogász, sümegi főszolgabíró, Zala vármegye törvényhatósági bizottsági tag
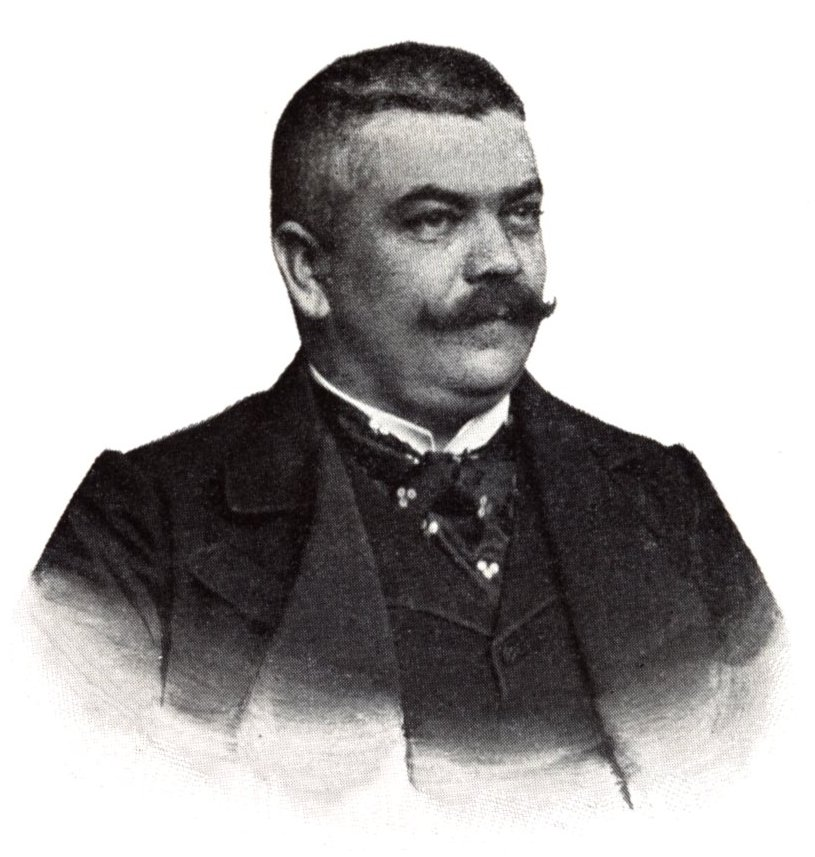
Eitner Zsigmond (1862–1926) politikus, országgyűlési képviselő, zalai kormánybiztos-főispán
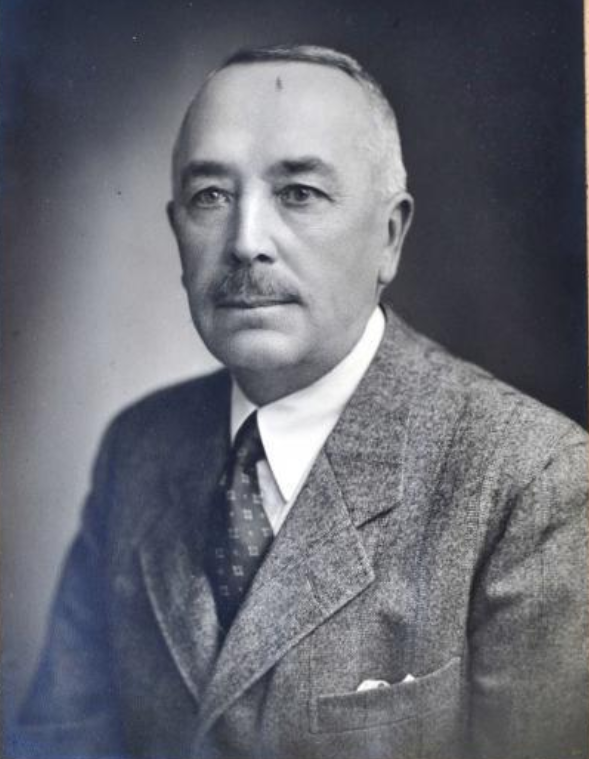
Dr. nyírlaki Tarányi Ferenc (1878–1945), Zala vármegye főispánja, nagybirtokos, felsőházi tag

1919. március 21-én kitört a Magyarországi Tanácsköztársaság. A sümegi ellenforradalmi jelenségre, amely aránylag elég simán folyt le, következett a szomszédos Csabrendek községben lefolyt ellenforradalom. Az elkeseredett polgárság a környező falvak lakosságával együtt fellázadt a vörös uralom ellen. Barcza László csabrendeki földbirtokos és Radovics László római katolikus káplán összegyűjtötték a népet és felkelést szítottak a vörös uralom ellen. A nép pedig kaszát, kapát ragadva a kommunisták kiverésére indult. A direktórium veszélyeztetett helyzetében nem mert fegyveresen fellépni, hanem tárgyalásokba bocsátkozott a felkelőkkel. Sikerült is a megegyezés, azonban Budapestről parancs érkezett, hogy az ellenforradalmi vezetőket fogják össze, és így tizenhat jómódú csabrendeki polgár került a budapesti gyűjtőfogházba, ahonnan kínzások és éheztetések után a diktatúra bukása után szabadultak.
Az 1919-es Magyarországi Tanácsköztársaság alatt egy nagy tömeg betört a sümegi főszolgabírói hivatalán keresztül dr. boldogfai Farkas István (1875–1921) magánlakásába, és ott követeléseik során a kommunisták fizikailag erősen bántalmazták, valamint lakását kiramolták. A főszolgabírói majorság, és más hozzá tartozó épületek is nagy károkat szenvedtek a fosztogatások alatt; ekkor a főszolgabíró lemondott. A rend helyreállítása után a következő megválasztott sümegi főszolgabíró a csáktornyai menekült főszolgabíró Szilágyi Dezső (1881–?) lett; Szilágyi Dezső a sümegi főszolbírói hivatalt 1920. december 14-e és 1940. március 31-e között töltötte be.
Neves személyiség Sümegen a két világháború közti korszakban Szentmártoni Darnay Kálmán (1864–1945) régész, muzeológus, múzeumigazgató, író volt. Darnay Kálmán 1897-ben a Nemzeti Múzeumnak ajándékozta Kisfaludy Sándor 3600 kötetes könyvtárát. 1898-ban a király régészeti kutatásainak sikeréért az uralkodó a koronás arany érdemkereszttel tüntette ki, 1910-ben pedig királyi tanácsosi címmel. 1908-ban felajánlotta a török-, barokk-, valamint reformkori régészeti tárgyakból álló gyűjteményét a nemzetnek, azzal a feltétellel, hogy míg él, Sümegen tartják. A múzeumot Állami Darnay Múzeumnak ismerték, és attól kezdve annak az igazgatója lett. Magyarország kormányzója 1922. október 11-én a legelsők között emelte a kormányfőtanácsosi méltóságra, tudományos munkásságának méltó elismeréséül. Sümeg városa 1927-ben ülte meg az állami Darnay Múzeum fennállásának félszázados évfordulóját, amikor alapító-igazgatóját, aki felbecsülhetetlen értéket képviselő gyűjteményét a nemzetnek ajándékozta, — díszpolgárává választotta meg.

## Közélete

### Polgármesterei
- 1990–1994: Tóth Tamás (független)[16]
- 1994–1998: Tóth Tamás (MSZP–SZDSZ)[17]
- 1998–2002: Rátosi Ferenc (Fidesz–FKgP–MDF)[18]
- 2002–2006: Rátosi Ferenc (Fidesz–FKgP–MDF)[19]
- 2006–2010: Dr. Rédei Zsolt (Fidesz–KDNP)[20]
- 2010–2014: Rátosi Ferenc (független)[21]
- 2014–2019: Végh László (Fidesz–KDNP)[22]
- 2019–2024: Végh László (Fidesz–KDNP)[23]
- 2024– : Végh László (Fidesz–KDNP)[1]

## Népesség
A település népességének változása:
| Lakosok száma | 4491 | 5341 | 6123 | 6753 | 6690 | 6758 | 6423 | 6283 | 6024 | 5791 |
|               | 1870 | 1920 | 1970 | 1993 | 1998 | 2004 | 2009 | 2014 | 2019 | 2024 |

A 2011-es népszámlálás idején a lakosok 82,8%-a magyarnak, 1% németnek, 2% cigánynak mondta magát (17,1% nem nyilatkozott). A vallási megoszlás a következő volt: római katolikus 59,8%, református 2%, evangélikus 1,1%, felekezeten kívüli 8,8% (27,6% nem nyilatkozott).
2022-ben a lakosság 87,2%-a vallotta magát magyarnak, 1,1% cigánynak, 0,9% németnek,0,1-0,1% szerbnek, románnak, örménynek és szlováknak, 1,6% egyéb, nem hazai nemzetiségűnek (12,6% nem nyilatkozott; a kettős identitások miatt a végösszeg nagyobb lehet 100%-nál). Vallásuk szerint 46,2% volt római katolikus, 1,7% református, 1% evangélikus, 0,3% görög katolikus, 0,1% ortodox, 0,8% egyéb keresztény, 1,1% egyéb katolikus, 6,7% felekezeten kívüli (41,9% nem válaszolt).

## Nevezetességei

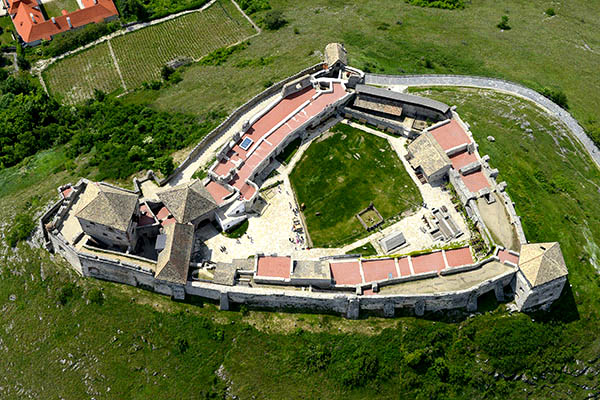
Sümegi vár légi fotón

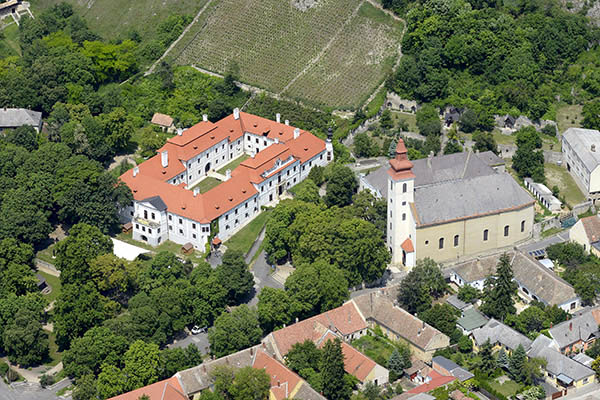
Püspöki palota és a Ferences kegytemplom

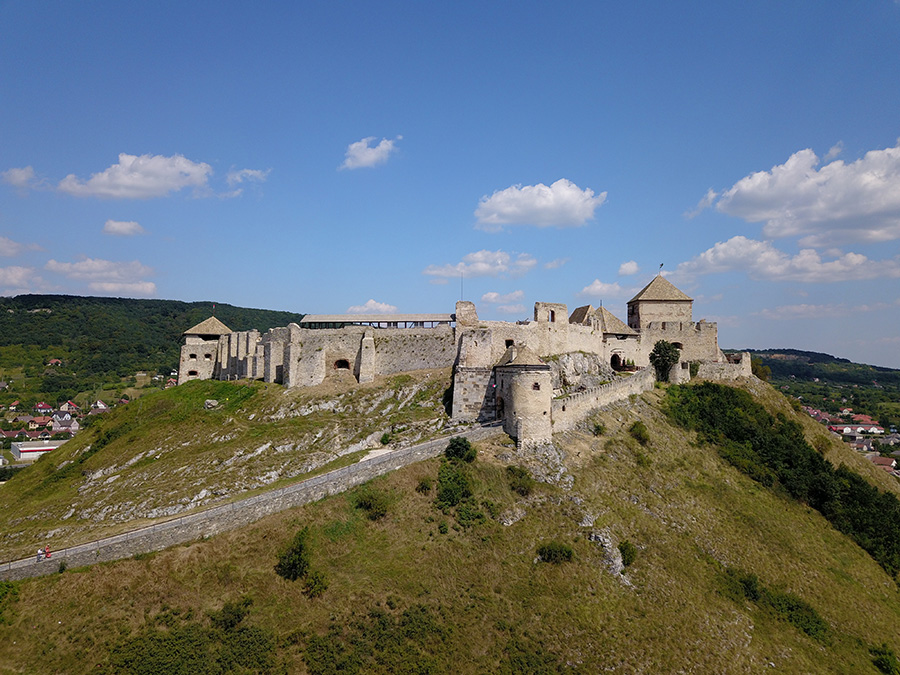
A vár légi fotón (Sümeg)

- Sümegi vár: A vár egy kúp alakú alsó krétai korú mészkőhegy tetején áll a tengerszint fölött 270 méter magasságban, a város átlagosan 180-200 méteres tengerszint feletti magasságából kiemelkedve. Alaprajza sokszögű, észak-dél irányában elhúzódó, 125 méter hosszú és 80 méter szélességű, belsőtornyos lakóvár, meredek hegyoldallal körítve, az oldalra lenyúló tarisznyavárral. A várban rendszeresen várjátékokat és lovagi tornát rendeznek.
- Ősember bányája – védett tűzkőbánya, ahol radiolaritot bányásztak az őskorban, múzeumként látogatható.
- Ferences kegytemplom és kolostor, épült 1653-ban, barokk stílusban. 1699 óta híres búcsújáró hely.
- Kisfaludy Sándor (1772–1844) szülőháza, épült a 18. században, ma múzeum.
- Püspöki palota: Épült 1748–1755 között, a magyarországi barokk építészet kiemelkedő alkotása.
- Kisfaludy Étterem az értelmiségek találkahelye volt a reformkorban. Itt volt Magyarország második kaszinója. Ma étterem, cukrászda és hotelként üzemel.(www.kisfaludy.eu)
- Sümegi plébániatemplom, késő barokk stílusban, copf, empire és rokokó elemekkel építették, 1757-ben, belsejében Franz Anton Maulbertsch freskóival. Ezt a templomot – Michelangelo reneszánsz római remekének az analógiájára – a rokokó Sixtus-kápolnájának is nevezik.
- Sümegi protestáns templom: Felszentelésére 1937. szeptember 5-én került sor. A népies és magyaros stíluselemeket tükröző épület tervezője a tapolcai protestáns templomhoz hasonlóan a nagyváradi születésű, akkor Miskolc város főépítésze, Szeghalmy Bálint volt.
- Temetőkápolna, épült késő barokk stílusban 1816-ban. Körülötte késő barokk, empire, copf és klasszicista síremlékek sora őrzi a Kisfaludyak, Darnayak, Eitnerek, Ramasetterek, Bogyaiak, Csehek stb. nemesek, mesteremberek és egyszerű polgárok emlékét.
- Nyereg és lószerszám állandó kiállítás és múzeum
- Fazekasmúzeum
- Vármúzeum
- Bormúzeum
- Természetvédelmi terület a Várhegy és a Mogyorós domb.
- Váristálló, a várba vezető út mentén, ma lovasközpont. Egyik helyiségében Huszármúzeum látható.
- Tarányi-kastély

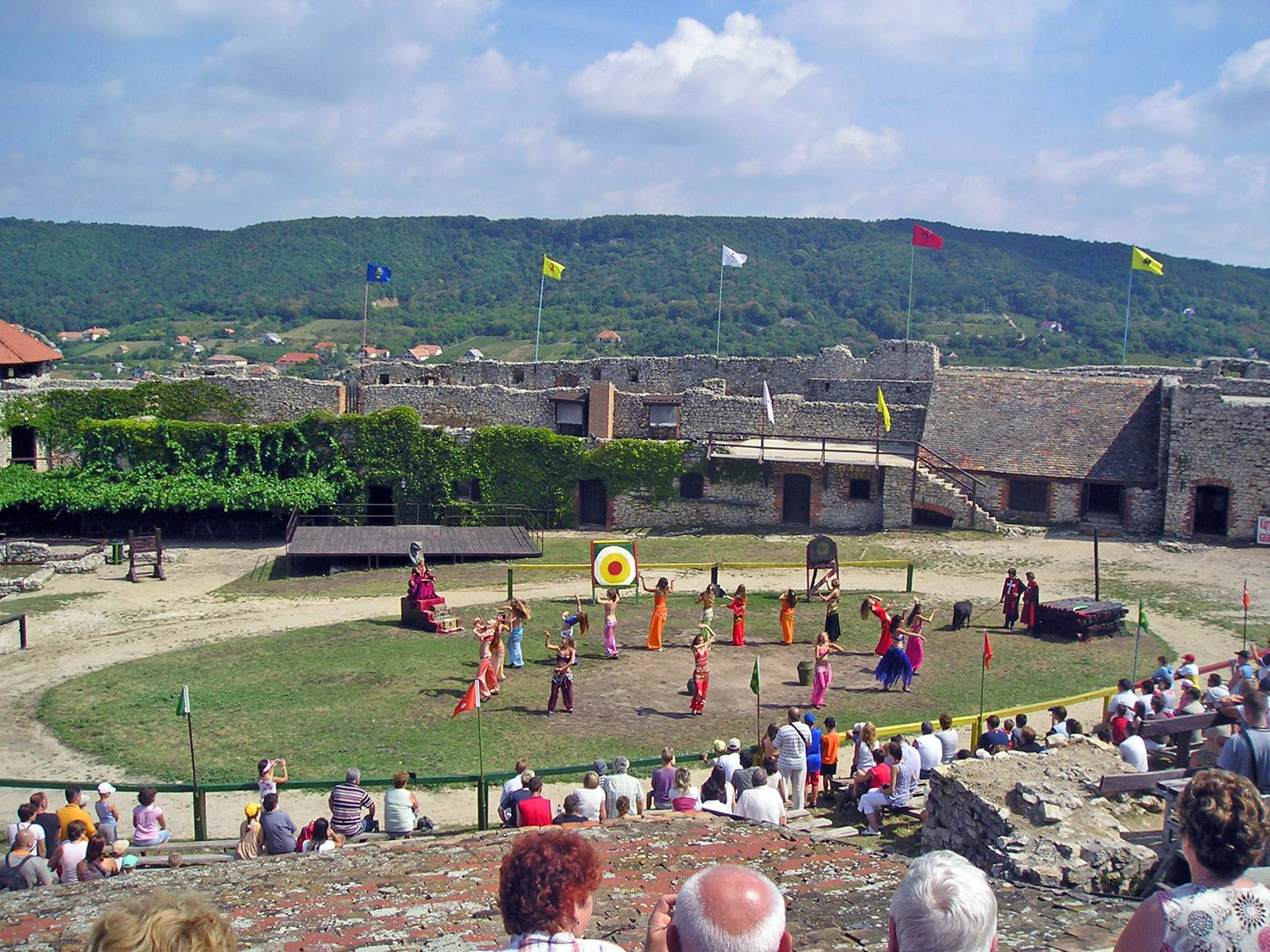
Várjáték a várudvarban

- Szent László-szobor: 1990-ben a sümegi ferences templom közelében állították fel. A mű Oláh Sándor szobrászművész alkotása. 1938-ban avatták fel.[26] Először az Orczy-kertben, a Ludovika Akadémián állt, 1945-ben távolították el onnan.[27]

## Oktatás

### Általános Iskola
- Ramassetter Vince Testnevelési Általános Iskola[28]

### Oktatási intézmények
- Kisfaludy Sándor Gimnázium[29]
- John Henry Newman Felsőoktatási Képzési Központ (2015–2016)

## Sümeg az irodalomban
- Sümeg a címadó helyszíne Lipták Gábor A sümegi fazekas című novelláskötetének és a címadó elbeszélésnek.
- Érintőlegesen szerepel a város Bödőcs Tibor humorista első regényében, a zalai vidéki helyszínek sokaságát felvillantó Meg se kínáltak című kötetben (a 14. fejezetben).

## Régi mondások, falucsúfolók a településről
- Igaza van a sümegi embernek. Ha valaki rezü, óra az úttya. [Az arra, orra és óra szavak hasonlóságán alapuló szójáték.][30]
- Sümegen van esz [egy] szobor, könyvet tart a kezibe, ha zsidót lát, lapoz eggyet.[30]

## Híres emberek
- Itt élt padányi Biró Márton (1693–1762), veszprémi püspök és egyben a veszprémi örökös főispán, királyi tanácsos.
- Itt született jáprai Spissich János (1745–1804) Zala vármegye alispánja, a magyar jakobinus mozgalom tagja, szabadkőműves páholy főmester.
- Itt született és hunyt el nemes Oszterhueber Ferenc (1751–1835), Zala vármegye alispánja, földbirtokos.
- Itt lakott és hunyt el barkóci Rosty Lajos (1769–1839) kapitány, földbirtokos, pezsgőgyártó.
- Itt élt és hunyt el mezőszegedi Szegedy Róza (1774–1832) Kisfaludy Sándor felesége és múzsája ('Liza')
- Itt született és hunyt el kisfaludi Kisfaludy Sándor (1772–1844) költő.
- Itt élt és hunyt el muzsáji Dóczy Terézia (1778–1842) költőnő.
- Itt született nyirlaki Tarányi-Oszterhuber József (1792–1869), Zala vármegye alispánja, táblabírája, a „Zalavármegyei Gazdasági Egyesület” alapítóelnöke.
- Itt született és hunyt el Ramassetter Vince (1806–1878) kékfestő, iskolaalapító, városi tanácsnok.
- Itt élt gróf zicsi és vázsonykői Zichy Domonkos (1808–1879) veszprémi püspök.
- Itt született és hunyt el dr. Lukonich Gábor (1853–1922) sümegi orvos.
- Itt született és hunyt el eiteritzi Eitner Zsigmond (1862–1926) politikus, országgyűlési képviselő, zalai kormánybiztos-főispán.
- Itt született és hunyt el szentmártoni Darnay Kálmán (1864–1945) régész, muzeológus, író, múzeumalapító, királyi tanácsos, kormányfőtanácsos.
- Itt született Sümegi Vilmos (1864–1938) politikus, Gyergyószentmiklós országgyűlési képviselője, újságkiadó.
- Itt élt dr. boldogfai Farkas István (1875–1921), jogász, a Sümegi járás főszolgabírája.
- Itt volt birtokos és hunyt el dr. nyirlaki Tarányi Ferenc (1878–1945), Zala vármegye főispánja.
- Itt született Vázsonyi Vilmos politikus, miniszter.
- Itt született Entz Ferenc akadémikus, szőlész, orvos.
- Itt született Beck Rezső (1928–2002) repülőmodellező.
- Itt született 1976. február 25-én Matatek Judit látássérült színművész.
- Itt tanított Szabó Dezső író.
- Itt élt Oláh Ferenc tanító.

## Testvérvárosai
- Szováta, Székelyföld
- Draguignan,Franciaország
- Aichtal, Németország
- Tapolca, Magyarország
- Kościan, Lengyelország
- Vobarno, Olaszország